# فرانسينا فرانكل
فرانسينا فرانكل (بالإنجليزية: Francine R. Frankel)‏ هي عالمة سياسة أمريكية، ولدت في 1935.